# William Spence Urquhart
William Spence Urquhart (* 8. Mai 1877 in Annandale, Woolston, Southampton; † 16. Juli 1964 in Torphins, Aberdeenshire) war ein britischer christlicher Gelehrter. Er beeinflusste u. a. einen seiner Collegestudenten, den späteren Religionsgründer A. C. Bhaktivedanta Swami Prabhupada.

## Biografie
William Spence Urquhart wurde als jüngstes von drei Kindern des Rev. Robert Urquhart, in sechster Generation Kleriker der Presbyterian United Free Church of Scotland in Old Meldrum, und der Mary Jane Spence geboren. Ab 1887 besuchte Urquhart die Schule, die er 1893 abschloss und nach später der akademischen Grad Master of Arts in Philosophie erwarb. Von 1898 bis 1902 absolvierte er sein Theologiestudium am College in Edinburgh, das ihn u. a. nach Marburg (1899) und Göttingen (1901) führte.
1902 wurde Urquhart Priester der Presbyterian United Free Church of Scotland. Am 23. Dezember 1902, einige Tage nach seiner Ordination, reiste er auf dem Seeweg nach Indien. In Kalkutta heiratete er am 20. Dezember 1905 Margaret Macaskill, die Tochter eines Priesters der United Free Church of Scotland. Am dortigen Scottish Church College lehrte Urquhart Englisch, Sozialkunde, Gesundheitskunde und Philosophie. Dort unterrichtete er ab 1909 unter anderem den späteren indischen Freiheitskämpfer Subhas Chandra Bose und A. C. Bhaktivedanta Swami Prabhupada. Es ist überliefert, dass Urquhart eine positive Meinung über Bose hatte. Ab 1913 übernahm er für acht Jahre die Leitung der Zeitung Kalkutta Review. Urquhart war ab 1916 zudem Mitglied der Universität Kalkutta und ab 1921 auch des Congress of the Universities of the Empire. Für sein 1919 veröffentlichtes Werk Pantheism and the Values of Life verlieh ihm die Universität von Aberdeen die Ehrendoktorwürde.
Am 2. Februar 1926 wurde Urquhart Direktor des Scottish Church College. Er begründete die dortige Philosophical Society und etablierte Verbindungen zum indischen YMCA. Von 1928 bis 1930 war er Vizekanzler der Universität Kalkutta und Dekan der Faculty of Arts. Zusätzlich predigte er regelmäßig bei Gottesdiensten in Kalkutta.
1937 ging Urquhart in Rente. Er verließ Kalkutta mit seiner Frau und kehrte nach Aberdeen zurück, um Systematische Theologie, Logik und Moralphilosophie zu unterrichten. Urquhart lehrte ein Jahr an der Universität von Aberdeen, zwei Jahre am Knox College in Toronto, und anschließend erneut in Aberdeen von 1940 bis 1946.

## Werke
- Pantheism and the Values of Life[2]
- The Upanishads and Life[3]
- The Historical and the Eternal Christ[4]
- Theosophy and Christian Thought[5]
- The Vedanta and Modern Thought (Edinburgh 1928)
- The Idea of Progress in Eastern and Western Thought (Kalkutta 1931)
- Humanism and Christianity (Edinburgh 1945)